# Röhrige Keule
Die Röhrige Keule (Macrotyphula fistulosa), auch Stumpfe Röhrenkeule oder Hohe Röhrenkeule genannt, ist eine relativ seltene Pilzart, die trotz der lamellenlosen Fruchtkörper zu den Champignonartigen zählt.

## Merkmale

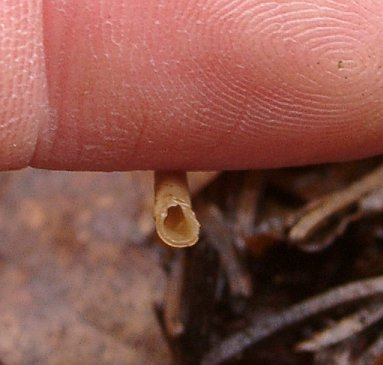
Im Querschnitt: Dem hohlen Stiel verdankt die Röhrige Keule ihren deutschen Namen.

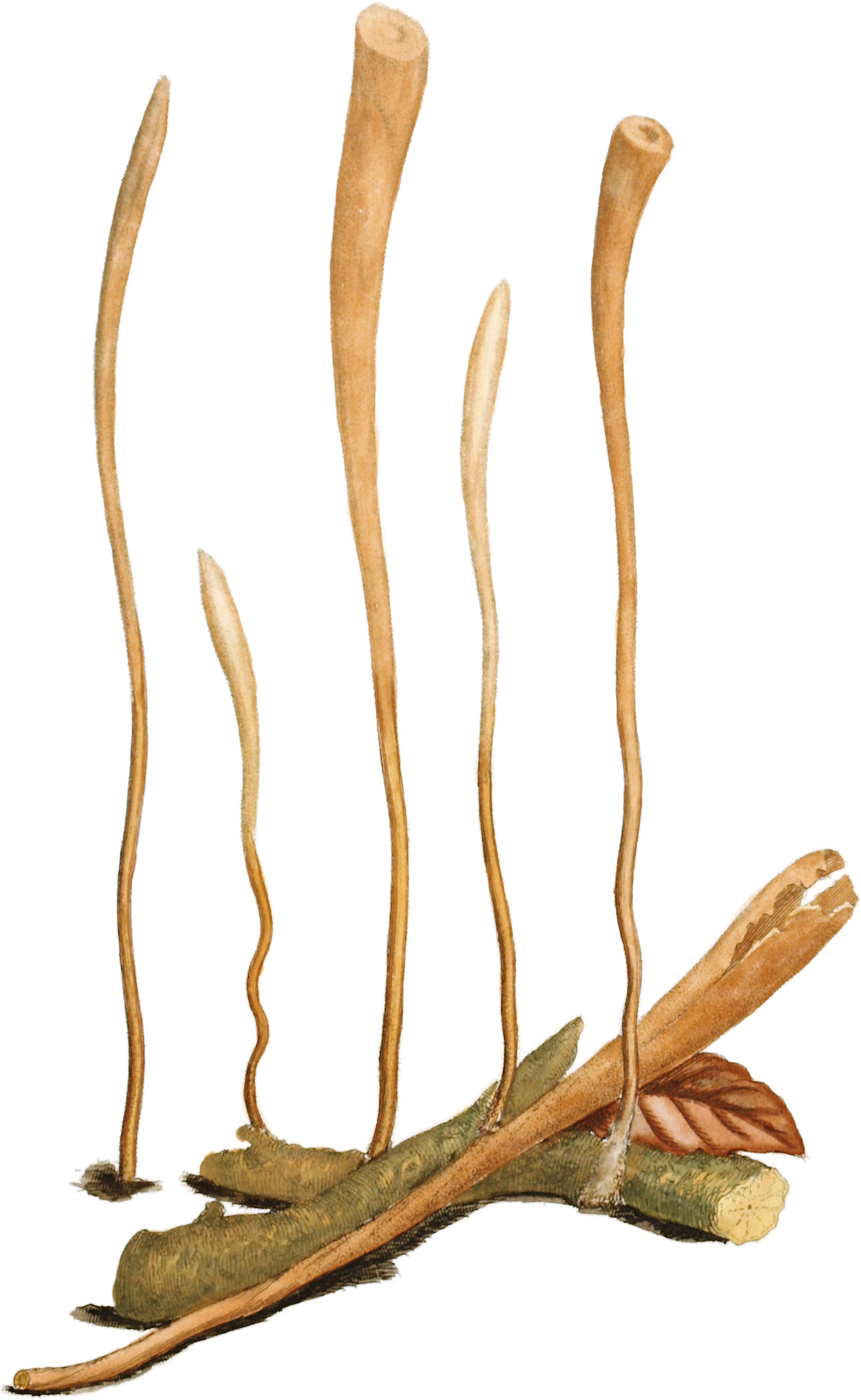
Illustration aus James Sowerbys Coloured Figures of English Fungi or Mushrooms

### Makroskopische Merkmale
Die Fruchtkörper werden 5 bis 20 cm lang und 4 bis 5 mm breit – verkümmerte Exemplare erreichen oft nur eine Länge von 1 bis 3 cm. Sie sind zunächst blassgelb und später rotbräunlich bis braun gefärbt. Die Fruchtkörper sind sehr schlank, hohl und meist unverzweigt. Bisweilen treten auch an der Spitze gegabelte Exemplare auf. Das Fleisch hat eine steife, aber biegsame Konsistenz, wird im Alter jedoch schlaff. Die Oberfläche ist längsrunzelig oder glatt. An der Oberseite sind die Fruchtkörper abgerundet oder leicht zugespitzt, darunter etwas keulig verdickt. An der Basis befindet sich eine kurze, zottige und wurzelähnliche Erweiterung. Das Sporenpulver hat eine weißliche Farbe.

### Mikroskopische Merkmale
Die elliptischen Sporen sind an einer Seite zugespitzt, hyalin und glattwandig. Sie messen 12 bis 18 µm in der Länge und 5 bis 7 µm in der Breite.

### Variabilität
Einige Autoren unterscheiden mit der Varietät contorta nur wenige Zentimeter große Fruchtkörper, die wie verkümmerte Röhrige Keulen aussehen. Auch wird die häufigere M. fistulosa s. str. ohne Wurzel von der seltenen M. rigida mit langer rauhaariger Wurzel abgetrennt. Jedoch weisen Gminder et al. darauf hin, dass man mit viel Erfahrung und kritischem Vergleich zu dem Schluss kommt, dass die var. contorta eine reine Hungerform ist und M. rigida lediglich durch Witterungseinflüsse aus M. fistulosa entsteht.

## Artabgrenzung
Die Röhrige Keule ist durch ihre Größe, die schlanke Gestalt und das Wachstum an totem Holz gekennzeichnet. Ähnlich ist die Binsen-Keule (M. filiformis), die jedoch deutlich dünner (ca. 1 mm) ist und auf abgefallenem Laub wächst. Arten der Gattung Clavariadelphus sind deutlich dicker (mehrere Zentimeter), wachsen auf dem Boden und sind nicht hohl. Darunter befindet sich die kleine Zungenkeule (C. ligula), die nur etwa 6 cm groß wird und etwas gelblicher gefärbt ist; zudem wächst sie auf dem Boden von Nadelwäldern.

## Ökologie
Der Pilz ist in warm-feuchten Buchenwäldern typisch. Daneben ist er unter anderem bei Hasel, Erlen und Ahornen zu finden. Dort ist er an Wegrändern und Böschungen anzutreffen. Der Keulenpilz wächst an am Boden liegenden Ästen und Zweigen, die auch vergraben sein können. Der Pilz bevorzugt basenreiche Böden und ist auf basenarmen oder sommertrockenem Untergrund kaum zu finden. In einigen Jahren ist die Art recht häufig, besonders nach starken Regenfällen. Die Fruchtkörper erscheinen zwischen Ende September und November, oft erst nach dem ersten Bodenfrost. Selten erscheinen sie vereinzelt auch früher. Die Fruchtkörper können bis ins folgende Jahr überdauern.

## Verbreitung
Die Röhrige Keule ist in der Holarktis submeridional bis temperat verbreitet. So ist sie in Japan, Nordamerika und Europa zu finden. In Europa reicht die Verbreitung von Frankreich bis Schweden und Finnland sowie von Großbritannien bis Polen und Ungarn. In Deutschland ist die Röhrige Keule überall verbreitet, jedoch lokal recht zerstreut.